# 贵州虾脊兰
贵州虾脊兰（学名：Calanthe tsoongiana var. guizhouensis）为兰科虾脊兰属下的一个变种。

## 扩展阅读
- 維基物種上的相關：贵州虾脊兰